# Areiópolis (kommun)
Areiópolis är en kommun i Brasilien.   Den ligger i delstaten São Paulo, i den södra delen av landet, 800 km söder om huvudstaden Brasília. Antalet invånare är 10 581.
Följande samhällen finns i Areiópolis:
- Areiópolis

Omgivningarna runt Areiópolis är en mosaik av jordbruksmark och naturlig växtlighet. Runt Areiópolis är det ganska tätbefolkat, med 116 invånare per kvadratkilometer.